# Fagbevægelsens Hovedorganisation
Fagbevægelsens Hovedorganisation (kurz FH, dt. Hauptverband der Gewerkschaftsbewegung) ist seit dem  1. Januar 2019 der größte Gewerkschaftsdachverband Dänemarks.
Er ist durch die im April 2018 beschlossene Fusion der Dachgewerkschaften Landsorganisationen i Danmark und FTF entstanden und umfasst 64 Fachgewerkschaften mit rund 1,3 Millionen Mitgliedern. Der Fagligt Fælles Forbund ist die größte Mitgliedsorganisation der FH.